# Summa

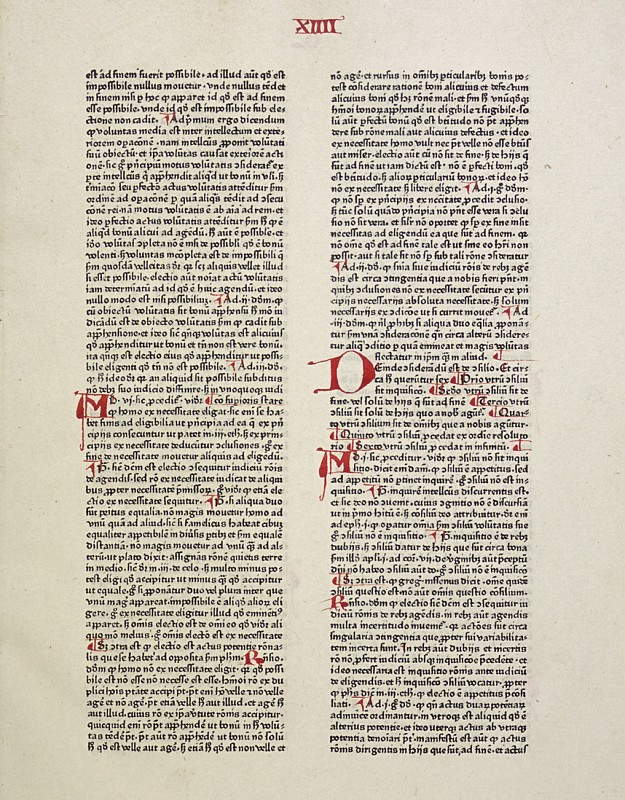
Een pagina uit de Summa theologiae van Thomas van Aquino (kopie door Peter Schöffer, 1471)

Een summa is een middeleeuwse synthese binnen een bepaalde tak van de toenmalige wetenschap. Het is een van de karakteristieke publicatievormen van de scholastiek. Het meervoud van summa luidt summae.
In een summa trachtte een auteur een totaalvisie op een vakgebied als de theologie, filosofie of het canoniek recht te ontwikkelen. Omdat men in het onderwijs aan de universiteiten gebonden was aan de volgorde van de gezaghebbende tekst die men in de hoorcolleges behandelde, heette het commentaar op zo'n tekst een lectura. Een summa bood de docent de mogelijkheid om los van de volgorde van een tekst als de Bijbel, de Sententies van Petrus Lombardus, het Decretum Gratiani en de decretalenverzamelingen als de Decretales Gregorii IX, de onderdelen van het Corpus Iuris Civilis, de werken van Aristoteles of Galenus zijn standpunten uiteen te zetten. Indien men al de ordening van zo'n werk volgde, hoefde men in een summa niet elk artikel ervan te bespreken.
De beroemdste en omvangrijkste summa is ongetwijfeld de Summa Theologiae van Thomas van Aquino. Een beknopte summa noemde men soms een summula. Men vergelijkt de grote middeleeuwse summae graag met gotische kathedralen.